# Derarimus erratus
Derarimus erratus es una especie de coleóptero de la familia Anthicidae.

## Distribución geográfica
Habita en Indonesia.